# Thuyết âm mưu diệt chủng người da trắng
Thuyết âm mưu diệt chủng người da trắng là một thuyết âm mưu được tin tưởng bởi những người da trắng theo chủ nghĩa dân tộc da trắng, những người da trắng này tin rằng những làn sóng người nhập cư hàng loạt, sự hội nhập chủng tộc, sự lai giống khác chủng tộc, tỷ lệ sinh đẻ thấp của người da trắng và các phong trào ủng hộ và khuyến khích việc phá thai đang được thúc đẩy ở các quốc gia của người da trắng thì mục đích chủ yếu là để cố tình biến người da trắng thành dân tộc thiểu số tại tổ quốc của họ và do đó làm cho người da trắng bị tuyệt chủng qua sự đồng hóa cưỡng ép. Thuật ngữ "Anti-racist" tạm dịch là "bài kẻ kỳ thị phân biệt chủng tộc" hay "chống lại kẻ phân biệt kỳ thị chủng tộc" là một từ mã để chống lại người da trắng, do thành viên cấp cao Robert Whitaker, người theo chủ nghĩa dân tộc da trắng, thường gắn liền với những chủ đề diệt chủng người da trắng. Nó đã xuất hiện trên các bảng quảng cáo gần Birmingham, Alabama và ở tại Harrison, Arkansas.
Lý thuyết âm mưu này có nguồn gốc vào năm 1934 trong thời kỳ Đức Quốc xã, được biết đến qua một cuốn sách nhỏ viết cho "Research Department for the Jewish question" của "Reich Institute" tác giả Walter Frank với tựa đề là "Are the White Nations Dying? The Future of the White and the Colored Nations in the Light of Biological Statistics".

## Niềm tin về nguyên nhân

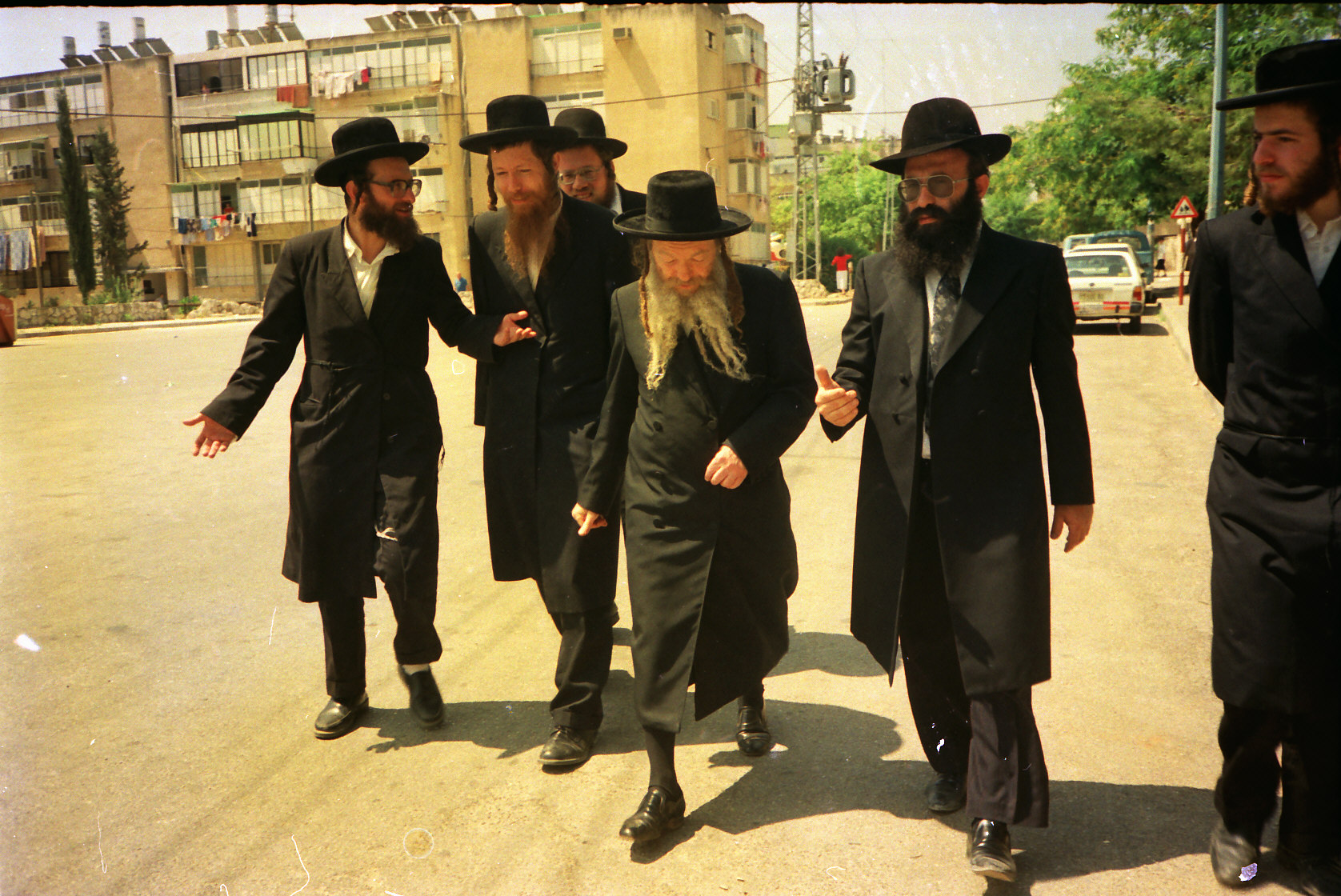
Người Do Thái thường bị coi là nguyên nhân diệt chủng người da trắng bởi một số người theo chủ nghĩa dân tộc da trắng

Trong bảng tuyên ngôn diệt chủng người da trắng, ông David Lane đã đưa ra tuyên bố rằng chính sách của các chính phủ ở nhiều nước phương tây có ý định phá huỷ nền văn hoá châu Âu của các dân tộc da trắng và làm cho giống dân da trắng thành "loài động vật quý hiếm". Lane, một thành viên sáng lập của tổ chức The Order, đã chỉ trích việc lai giống giữa các chủng tộc, phá thai, và đồng tính luyến ái, những hậu quả pháp lý để chống lại những người "chống lại nạn diệt chủng" và "Zionist Occupation Government" mà ông nói rằng họ đang điều khiển Hoa Kỳ và các quốc gia khác mà đa số người da trắng sinh sống và khuyến khích "diệt chủng người da trắng". Nó bắt nguồn từ "các giáo điều về chủ nghĩa phổ quát về thế tục và tôn giáo" theo Lane, và nó có thể là một yếu tố dẫn đến vụ việc ám sát nhà bình luận người do thái Alan Berg người chống lại Nazi Đức Quốc Xã năm 1984. Trước khi Alan bị thủ tiêu, Berg thường xuyên chế nhạo những người phân biệt kỳ thị chủng tộc trong chương trình của ông.
Mặc dù các ý kiến có thể khác nhau về nguyên nhân và nguồn gốc của hiện tượng, sự ảnh hưởng của thế lực Do Thái, những người ghét người da trắng, và những người theo Chủ nghĩa tự do thường được trích dẫn bởi những người ủng hộ người da trắng và cũng là những yếu tố chính dẫn đến vụ việc diệt chủng dân da trắng. Quan điểm này được ủng hộ bởi những nhân vật nổi tiếng như David Duke, người đã trích dẫn người Do Thái và "lý tưởng chính trị tự do" là nguyên nhân chính. Thành viên chủ nghĩa dân tộc da trắng Robert Whitaker, người đã đặt ra cụm từ "chống lại những ai phân biệt kỳ thị chủng tộc là một mã từ để chống lại người da trắng", sử dụng thuật ngữ "chống lại người da trắng" để mô tả những người mà ông cho rằng những người đó chịu trách nhiệm cho nạn diệt chủng người da trắng và ông đã chỉ ra rằng người Do Thái đang đóng góp cho thế lực thù địch để chống lại người da trắng.
Tuy nhiên, quan điểm cho rằng người Do Thái chịu trách nhiệm cho vụ việc diệt chủng người da trắng vẫn còn là vấn đề gây ra tranh cãi bởi các nhân vật theo chủ nghĩa dân tộc da trắng khác, như là Jared Taylor.

## Đàm thoại
Khái niệm về độ tinh khiết chủng tộc, tính đồng nhất, hay "vệ sinh chủng tộc" là một chủ đề cơ bản của các cuộc đối thoại về nạn diệt chủng người da trắng và khái niệm này đã được sử dụng bởi những người theo Chủ nghĩa Quốc xã mới và những người theo chủ nghĩa người da trắng thượng đẳng.
Khái niệm về nạn diệt chủng dân da trắng đã được phổ biến rộng rãi bởi những người theo phong trào cực hữu ở Hoa Kỳ. Các nhân vật phe cực hữu nổi bật quảng bá ý tưởng về "nạn diệt chủng người da trắng" bao gồm Brittany Pettibone, và Mike Enoch.